# Сегежское (болото)
Сеге́жское боло́то — государственный болотный заказник в Олонецком районе Республики Карелия, особо охраняемая природная территория.
Заказник расположен западнее озера Сегежское, в 13 км на юго-восток от деревни Обжа.
Заказник учреждён Постановлением Совета министров Карельской АССР № 183 от 25 апреля 1972 года как уникальный ягодник крупноплодных форм клюквы.
В 1975—1982 годах семена и черенки клюквы Сегежского болота использовались специалистами Института биологии Карельского научного центра РАН в качестве основного селекционного материала при введении клюквы в культуру.